# Harris Lindenfeld
Harris Nelson Lindenfeld (Benton Harbor, 15 mei 1945) is een Amerikaans componist en muziekpedagoog.

## Levensloop
Lindenfeld studeerde aan de Universiteit van Virginia in Charlottesville en behaalde aldaar zowel zijn Bachelor of Music als zijn Master of Music (1971) met Symphonia for concert band. Zijn studies voltooide hij aan de Cornell University in Ithaca en promoveerde tot Doctor of Musical Arts. Tot zijn compositiedocenten behoorden Karel Husa, Robert Palmer, Burrill Phillips en Walter Ross.
Hij werd zelf docent in muziek aan de Cornell University en vanaf 1976 aan het Hamilton College (New York). 
Als componist schreef hij werken voor verschillende genres. 

## Composities

### Werken voor harmonieorkest
- 1971 Symphonia
- 1974 Directions

### Vocale muziek

#### Oratoria
- 1975 The war prayer, oratorium voor spreker, tenor, bas, gemengd koor en orkest - tekst: Mark Twain

#### Werken voor koor
- 1979-1980 And the Eagles, voor gemengd koor en orkest - tekst: Jesaja (hoofdstukken 40:28-31) en Homerus "Ilias"

#### Liederen
- 1973 Three songs on poems by Theodore Roethke, voor zangstem en piano - tekst: Theodore Roethke
- 1977 From the book of pictures, voor sopraan, dwarsfluit, klarinet, slagwerk, viool, altviool en cello - tekst: Rainer Maria Rilke
  1. Jugendbildnis meines Vaters
  2. Amie des heures
  3. Chor
- 1978 Three Dickinson Songs, voor sopraan, esklarinet en piano - tekst: Emily Dickinson
  1. Apparently with no surprise
  2. I died for beauty, but was scarce
  3. Much madness is divinest sense
- 1983 Two poems of Robert Hedin, voor sopraan, klarinet en piano - tekst: Robert Hedin
- 1984 Gravediggers, voor sopraan, dwarsfluit, piano en slagwerk - tekst: Robert Hedin

### Kamermuziek
- 1973 Phonebeams, voor 4 trombones en 3 slagwerkers
- 1974 Combinations 1: The last Gold of Perished Stars, voor trompet en 2 slagwerkers
- 1975 Combinations 2: Leones Somnians, voor trombone en 2 slagwerkers
- 1975 Inflation, voor 3 tuba's
- 1977 Celebrations, voor 2 trompetten
- 1978 From the Grotte des Combarelles, voor viool, cello en piano
- 1978 From Adinámeda - La familia Tiradora, voor klarinet, piano en slagwerk
- 1978 Reflexion sur la Paysage, voor klarinet, piano en slagwerk
- 1979 Die Totenglocken, voor klarinet, fagot, viool, cello, slagwerk en piano

### Werken voor piano
- 1972-1974 Simplex pull-down preludes

## Publicaties
- The war prayer : an oratorio after Mark Twain : Part I; Three symphonies of Walter Piston : an analysis : Part II, Thesis (D.M.A.), Cornell University, 1975.